# VTM 2
Pour les articles homonymes, voir Q2.
VTM 2 (anciennement Kanaal 2, 2BE et Q2) est une chaîne de télévision généraliste privée belge propriété de la société commerciale DPG Media.
Depuis sa privatisation par VTM et JIM, il n'est pas inhabituel que les programmes (spécialement les rediffusions) soient diffusés d'une chaîne à l'autre.

## Historique

### Ka2
En 1995, lors du lancement de la chaîne, Ka2 proposa des programmes propres tels que Vanavond Niet, schat (littéralement : Pas ce soir, ma chérie), une émission consacrée au sexe et présentée par Goedele Liekens, mais aussi Tilt! et l'émission d'information Nieuws 2. L'objectif était alors de faire de la chaîne l'équivalent de BRTN TV2 au sein du groupe VMMa.

### Kanaal 2
En 1997, la décision fut prise de rajeunir la chaîne. Son image fut modifié par l'adoption d'un nouveau logo ("Kanaal" en lettres capitales, accompagné d'un grand "2" sur fond jaune), et la chaîne diffusa plus de programmes américains.
En 2000, alors que la chaîne fêtait ses cinq ans, elle diffusa le programme de télé-réalité Big Brother. La première saison rencontra un très grand succès, grâce essentiellement aux émissions du week-end, lesquelles furent regardées par près d'un million de téléspectateurs.

### Kanaal Twee
En 2003, Kanaal 2 fut rebaptisée Kanaal Twee. Le logo arborant un grand "2" disparut, et fut remplacé par un cercle contenant deux bandes verticales.
2004, fut une année difficile pour la chaîne, en raison d'une concurrence exacerbée dans le paysage audiovisuel flamand. Des programmes tels que Meet My Folks, Ciao Bella et De Kooi furent retirés de l'antenne quelques semaines seulement après leur lancement, en raison de la faible part de marché de Kanaal Twee (en dessous des 5 %). La diffusion quotidienne de Star Academy ne rencontra pas le succès escompté, mais fut néanmoins maintenue jusqu'à son terme. Quelques programmes rencontrèrent un certain succès, comme Open en Bloot et De Heren Maken de Man, en réunissant une audience d'environ 200 000 téléspectateurs.
Durant l'automne 2005, Kanaal Twee se relança, utilisant un nouveau slogan : "Need Entertainment?" ("Besoin de divertissement ?"). La saison 2006 de Big Brother rassembla une moyenne de 300 000 téléspectateurs pour ses émissions quotidiennes, tandis que le grand direct du lundi soir atteignait les 400 000 téléspectateurs. La barre des 600 000 téléspectateurs fut même atteinte lors de la finale.

### 2BE
Le 15 décembre 2007, une métamorphose de Kanaal Twee fut annoncée, en vue d'améliorer son image. Il fut ainsi décidé de modifier son nom. Les raisons invoquées pour justifier ces changements étaient essentiellement les audiences décevantes de programmes tels que Expeditie Robinson et Big Brother.
C'est le 29 février 2008 que la chaîne changea finalement de nom, pour devenir 2BE. La grille des programmes fut recentrée sur les séries événementielles, telle que Prison Break. De nouvelles saisons furent également programmées pour Hagger Trippy, Expeditie Robinson et 71° Noord.
Depuis le 29 janvier 2013, 2BE est également diffusée en haute définition.
Le 24 mars 2014, le logo original de 2BE, qui adoptait la forme d'un cube, fut remplacé par le logo actuel.

### Q2
Le 10 juin 2016, Medialaan annonce que la chaîne va être renommée Q2 dans le but de décliner la station de radio Q-music à la télévision, avec pour volonté de conserver les téléspectateurs présents sur 2BE.
Le lancement officiel de Q2 est fait le 28 août.

## Identité visuelle

Logo de 2BE de 2008 au 27 mars 2014.
Logo de 2BE du 24 mars 2014 à août 2016.
Logo de Q2 de août 2016 à 2020.

## Programmation
La chaîne retransmet des séries internationales, des films et la Ligue des champions. Depuis le lancement de Q2, de nouveaux programmes autour de l'aventure, de la musique, et de l'expérience sont diffusées en plus.